# Show ao Vivo - Arquivo Familiar
Show ao Vivo - Arquivo Familiar é o segundo álbum de vídeo dos Mamonas Assassinas, e o único registro em DVD de um show do grupo, lançado em 2002 pelo selo Cine Arts. O DVD traz um show realizado pela banda na cidade de Valinhos, no dia 16 de janeiro de 1996, em comemoração aos 100 anos da cidade.
A canção "Cabeça de Bagre II", que era a primeira tocada nos shows da banda, também foi filmada, porém, cortada do DVD por razões desconhecidas.

## Faixas
1. Chopis Centis
2. Jumento Celestino
3. 1406
4. Mundo Animal
5. Vira-Vira
6. Sabão Crá-Crá
7. Robocop Gay
8. Tema da Pantera Cor-de-Rosa
9. Debil Metal
10. Uma Arlinda Mulher
11. Absoluta
12. Lá Vem o Alemão
13. Sábado de Sol
14. Pelados em Santos
15. Vira-Vira (bis)

### Extras
- A Tragédia
- Álbum de fotos
- Biografia da banda
- Fame Backstage
- Membros
- Cabeça de Bagre II (faixa bônus) (ao vivo no Olympia)

## Formação
- Dinho: vocal e violão
- Bento Hinoto: guitarra, violão e vocal de apoio
- Júlio Rasec: teclados e vocal de apoio
- Samuel Reoli: baixo e vocal de apoio
- Sérgio Reoli: bateria e vocal de apoio